# Cryptanthus dianae
Espèce
Cryptanthus dianae est une espèce de plantes de la famille des Bromeliaceae, endémique du Brésil et décrite en 1990 par le botaniste brésilien Elton Leme.

## Distribution
L'espèce est endémique du Nord-Est du Brésil.

## Description
Selon la classification de Raunkier, l'espèce est hémicryptophyte.